# 矿区街道 (兰州市)
矿区街道，是中华人民共和国甘肃省兰州市红古区下辖的一个乡镇级行政单位。

## 行政区划
矿区街道下辖以下地区：
滩子村、下街村、山根村和下窑村。